# مرغ فرچه‌ای حنایی غربی
مرغ فرچه‌ای حنایی غربی (نام علمی: Dasyornis broadbenti litoralis) نام یک زیرگونه منقرض‌شده از گونه مرغ فرچه‌ای حنایی است.